# Kölcsey Ferenc Református Gyakorló Általános Iskola
A Kölcsey Ferenc Református Gyakorló Általános Iskola a Kölcsey Ferenc Református Tanítóképző Főiskola, majd a 2011-es integráció után a Debreceni Református Hittudományi Egyetem Kölcsey Ferenc Tanítóképzési Intézetének gyakorló általános iskolája.

## Története
Az iskola főépülete Debrecen központjában, a Református Nagytemplom és a Debreceni Református Hittudományi Egyetem Péterfia Campus épületének szomszédságában található. Az ötszintes épületben 1977 szeptemberében kezdődött meg a tanítás. Az iskola jelenleg nyolc évfolyamos egyházi fenntartású oktatási intézmény. Nevelő-oktató munkájának célja a korszerű ismeretek nyújtása és a református szellemiségű nevelés által a tanulók művelt, jellemes emberekké formálása. Gyakorlóiskolaként – az egyetem előírásainak megfelelően – biztosítják a tanítójelöltek gyakorlati felkészítésének lehetőségét.
Az intézmény két épületében (Hunyadi utca 17 és Pacsirta utca 51) 1110 tanuló jár, melyek oktatását 76 fős tantestület végzi 22 alsó tagozatos és 14 felső tagozatos osztály keretein belül. Az épületek 26 szaktanteremmel és egy 35 ezer kötetes könyvtárral, tornacsarnokkal és sportudvarral rendelkeznek. Saját ebédlőjük van és 800 adagos saját konyhát üzemeltetnek.
A gyakorló iskola a Református Kollégium értékrendjéhez igazodik és hagyományait követi.
A Gyakorlóiskolák Iskolaszövetsége, együttműködve a Debreceni Egyetem Arany János Gyakorló Általános Iskolájával, a Debreceni Egyetem Kossuth Lajos Gyakorló Általános Iskolájával, a Debreceni Egyetem Kossuth Lajos Gyakorló Gimnáziumával, valamint a Kölcsey Ferenc Református Tanítóképző Főiskola Gyakorló Általános Iskolájával közösen rendezte meg 2010. október 1-jén és 2-án az iskola főépületében a Gyakorlóiskolák VI. Országos Módszertani Konferenciáját.